# 科德科斯特
科德科斯特（法語：Caudecoste，法語發音：[kodkɔst]）是法国洛特-加龙省的一个市镇，位于该省东南部，省会阿让市区东南，与塔恩-加龙省接壤，属于阿让区和阿让城市圈公共社区。

## 地理
科德科斯特（44°7'0"N, 0°44'12"E）面积17.13 平方千米，位于法国新阿基坦大区洛特-加龍省，该省份为法国西南部内陆省份，北起多爾多涅省，西接吉倫特省和朗德省，南至热尔省，东临塔恩-加龙省和洛特省。
与科德科斯特接壤的市镇（或旧市镇、城区）包括：圣让德蒂拉克、屈克、迪讷、法勒、莱拉克、圣尼古拉-德拉巴莱尔姆、圣西克斯特、索沃泰尔-圣但尼。
科德科斯特的时区为UTC+01:00、UTC+02:00（夏令时）。

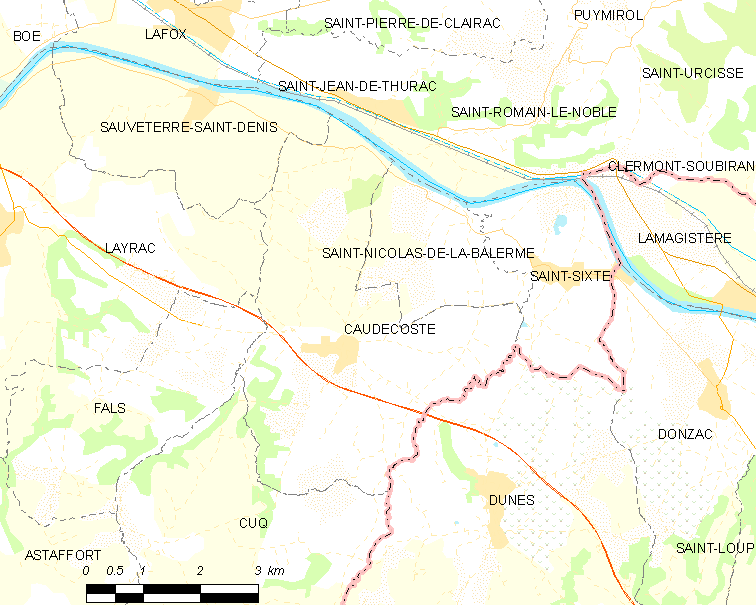
科德科斯特的OSM定位图

## 行政
科德科斯特的邮政编码为47220，INSEE市镇编码为47060。

## 政治
科德科斯特所属的省级选区为东南阿日奈县。

## 交通
法国国家A62号高速公路经过境内，但未设出入口
洛特-加龙省省道D114线、D129线和D308线在科德科斯特境内交汇。

## 人口

1962-2008年间科德科斯特人口变化图示

科德科斯特于2022年1月1日时的人口数量为1133人。